# Каогікайпу
Каогікайпу (англ. Kaohikaipu) — маленький вулканічний острівець, що знаходиться на західному боці Оаху, приблизно біля Парк-пляж Макапу (англ. Makapu'u Beach Park). Каогікайпу — державний заповідник (англ. sanctuary) птахів, і людям потрібен дозвіл на доступ до нього
Розташований за 1 км від сусіднього острова Майнана (Острів кролів)  Площа острову — 11 акрів.